# محطة أريزونا للطاقة النووية

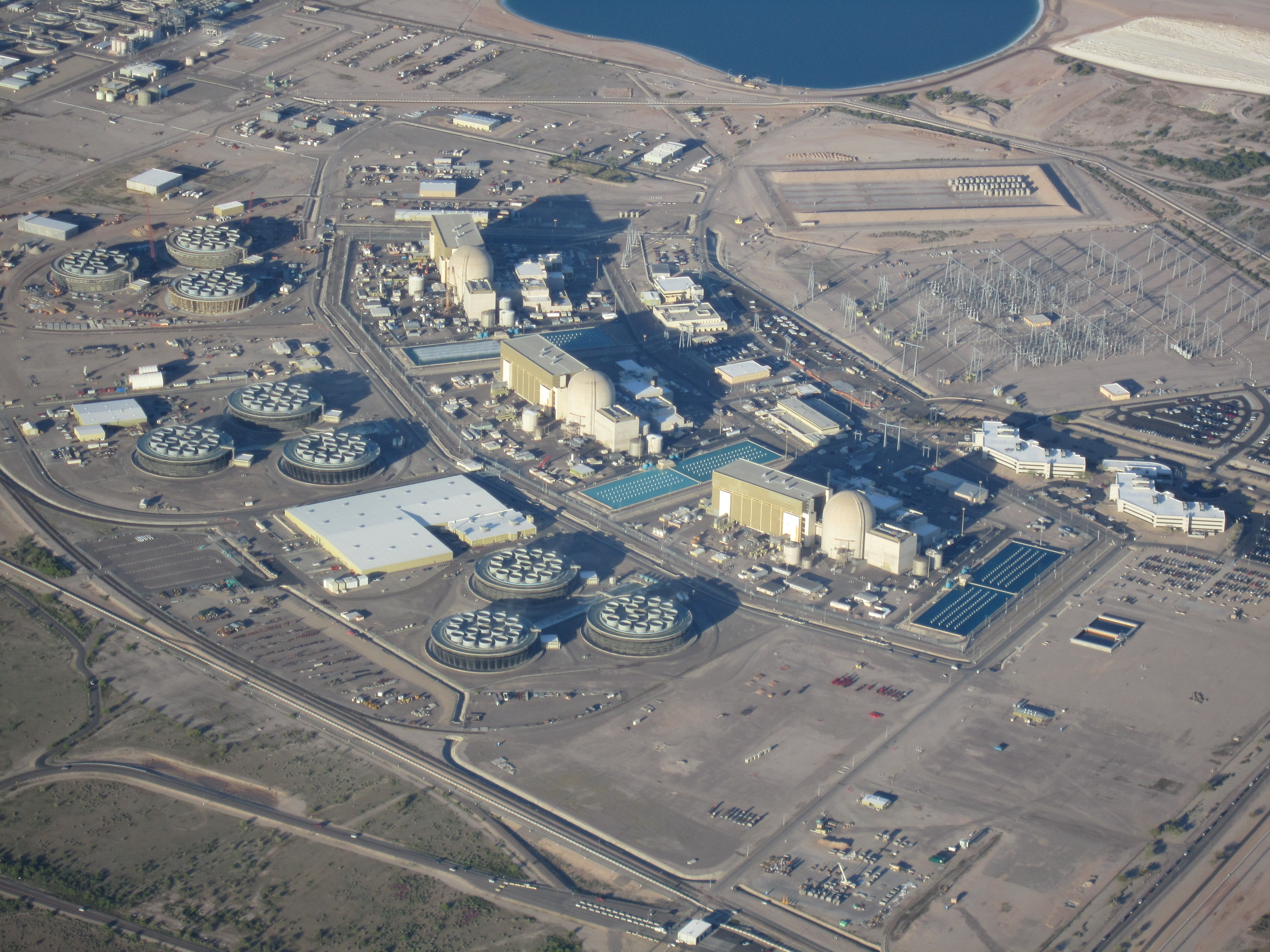
محطة أريزونا للطاقة النووية

محطة أريزونا للطاقة النووية تقع بولاية أريزونا وتحديدا في غرب ولاية أريزونا. على نهر جيلا . تعد أكبر محطة توليد كهرباء في الولايات المتحدة من خلال الجيل الصافي حيث يبلغ متوسط إنتاجها للطاقة الكهربائية حوالي 3.3 جيجاوات وتخدم هذه القوة حوالي أربعة ملايين شخص.

## تفاصيل المحطة
تقع المحطة على 4000 هكتار من الأرض وتتكون من ثلاثة مفاعلات من نوع الماء المضغوط كل منها ذو قدرة أصلية لإنتاج 1.27 جيجاواط من الطاقة الكهربائية. والآن يستطيع كل مفاعل إنتاج 1.4 جيجاواط من الطاقة الكهربائية. وتبلغ طاقة إنتاج الطاقة المعتادة حوالي 70 إلى 95 %. تعتبر المحطة مصدرًا رئيسيًا للطاقة الكهربائية للأجزاء ذات الكثافة السكانية العالية في جنوب أريزونا وجنوب كاليفورنيا على سبيل المثال. فينيكس ، وتوكسون ، أريزونا ، لوس انجلوس ، وسان دييجو.

## أمن المحطة
المحطة ذات أهمية إستراتيجية كبيرة نظرًا لوجود مجموعة متنوعة من سماتها والتي تم توثيقها من قبل الاتحاد السوفييتي السابق كمواقع مستهدفة في حالة نشوب نزاع نووي خلال الحرب الباردة. في مارس 2003 تم إرسال قوات حرس لحماية الموقع خلال إطلاق حرب العراق وسط مخاوف من وقوع هجوم إرهابى. واليوم تخضع لحراسات مشددة من قبل الحكومة الأمريكية.

## سلامة المحطة
في خطبة في ولاية أريزونا بتاريخ 22 فبراير 2007 تم الإعلان على أن معهد عمليات الطاقة النووية (INPO) قد قرر وضع المحطة في الفئة 4 ، مما يجعلها واحدة من أكثر محطات الطاقة النووية مراقبة عن كثب في الولايات المتحدة.